# Varvara Baryševová
Varvara Borisovna Baryševová (rusky Варвара Борисовна Барышева; * 24. března 1977 Moskva, Ruská SFSR) je bývalá ruská rychlobruslařka.
Prvního Mistrovství světa juniorů se zúčastnila v roce 1996 (diskvalifikována), v roce 1997 již debutovala v závodech Světového poháru, na Mistrovství světa ve víceboji a na Mistrovství světa na jednotlivých tratích. Startovala na Zimních olympijských hrách 1998 v závodě na 500 m (19. místo), o rok později se poprvé zúčastnila Mistrovství Evropy, kde skončila na osmém místě. V následujících letech se často umisťovala v první desítce, nejúspěšnější individuální sezónou byl ročník 2001/2002, kdy byla pátá na evropském i světovém vícebojařském šampionátu a v závodě na 5000 m na zimní olympiádě 2002. V dalších olympijských startech se umístila na 20. (1000 m), 10. (1500 m) a 14. (3000 m) místě. Sezónu 2002/2003 vynechala, v dalších letech již takových úspěchů nedosahovala. Startovala na Zimních olympijských hrách 2006, kde získala bronzovou medaili jako členka ruského týmu ve stíhacím závodě družstev. V individuálních olympijských závodech dojela jedenáctá na trati 1000 m a dvacátá na patnáctistovce. Po sezóně 2005/2006 ukončila sportovní kariéru. V roce 2009 se objevila na dvou závodech v úvodu sezóny.